# De Vlijt (Marle)
De korenmolen De Vlijt staat aan de Marledijk in Marle (gemeente Olst-Wijhe) in de Nederlandse provincie Overijssel. De molen is sinds 1990 eigendom van de Stichting De Wijhese Molen. In 2020 is de houten onderachtkant en de stenen schuur achter de molen gerestaureerd.
Het is een achtkantige, rietgedekte stellingmolen. De molen is maalvaardig.
De molen heeft drie koppels stenen voor het op vrijwillige basis malen van graan, maar is niet als zodanig in gebruik. Het koppel op de begane grond heeft 15der, 130 cm doorsnede, blauwe stenen en wordt aangedreven door de 22 pk dieselmotor, de andere twee kunnen worden aangedreven door de molen. Een koppel heeft 17der, 150 cm doorsnede, stenen en een koppel heeft 16der, 140 cm doorsnede, kunststenen. Deze koppels hebben beide een regulateur. Verder is er een mengketel en een koekenbreker aanwezig.
Het 23,60 m grote gevlucht is Oudhollands opgehekt. De gelaste, stalen roeden zijn in 1997 gelast door de fabrikant Derckx. De binnenroede heeft nummer 868 en de buitenroede nummer 867.
De molen heeft een 4,78 m lange, maar gebroken, gietijzeren as, die door de molenmaker met houten blokken en stroppen rondom de breuk is hersteld. De as is gegoten in 1901 door Koning in Foxham en heeft nummer 52.
De molen heeft een neutenkruiwerk, dat wordt bediend met een kruilier.
De molen wordt gevangen (stilgezet) met een Vlaamse blokvang, die wordt bediend met een vangstok.
De molen heeft zowel een kammenluiwerk als een sleepluiwerk. Het sleepluiwerk is ook voorzien van een elektromotor.

## Overbrengingen
- De overbrengingsverhouding is 1 : 6,92.
- Het bovenwiel heeft 61 kammen en de bonkelaar heeft 28 kammen. De koningsspil draait hierdoor 2,18 keer sneller dan de bovenas. De steek, de afstand tussen de staven, is 12,5 cm.
- Het spoorwiel heeft 108 kammen en het steenrondsel 34 staven. Het steenrondsel draait hierdoor 3,176 keer sneller dan de koningsspil en 6,92 keer sneller dan de bovenas. De steek is 8 cm.

## Geschiedenis
De molen is afkomstig uit Leeuwarden, waar hij in 1871 als de oliemolen 'De Jonge' werd opgericht aan de Harlinger Trekvaart. Deze molen werd in 1887 door de Deventer molenbouwer F. ten Zijthoff gekocht, afgebroken en verscheept naar Marle. In hetzelfde jaar werd hij aldaar heropgericht als korenmolen "De Vlijt".
Aan het einde van de Tweede Wereldoorlog werd de molen vanaf de andere kant van de IJssel, vanuit het inmiddels al bevrijde Overijssel, onder vuur genomen door de Canadezen. Volgens hun informatie zou de molen in gebruik zijn van de Duitsers als uitkijkpost. Van de granaatinslagen bevinden zich nu nog littekens in de molen.
Na de oorlog nam de toenmalige molenaar, dhr. Kelderman, een Ruston-dieselmotor in gebruik om ook bij windstil weer te kunnen malen. Deze motor staat nog steeds in de molen, op de begane grond, en is vrijwel geheel gereviseerd.

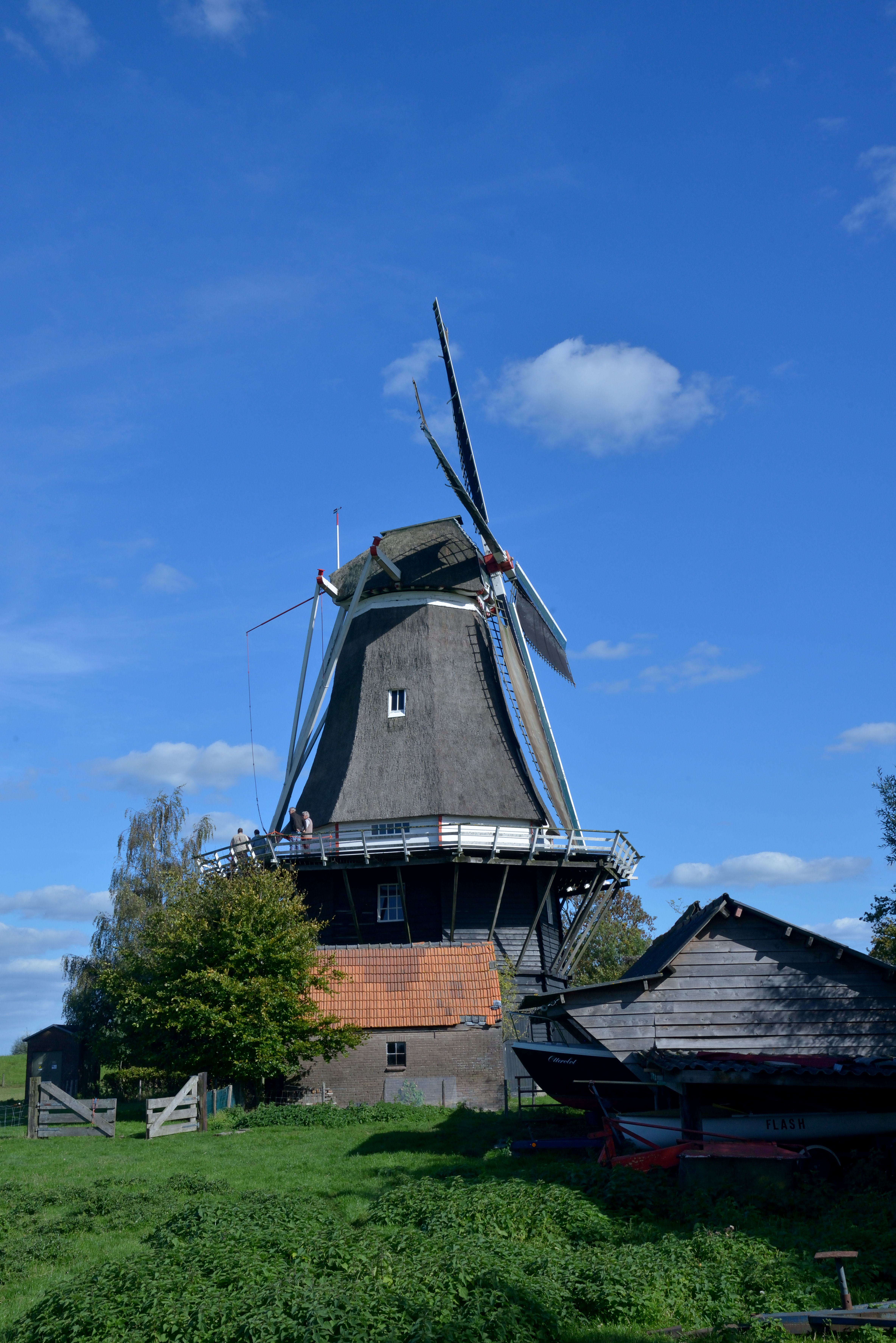
Molen september 2018
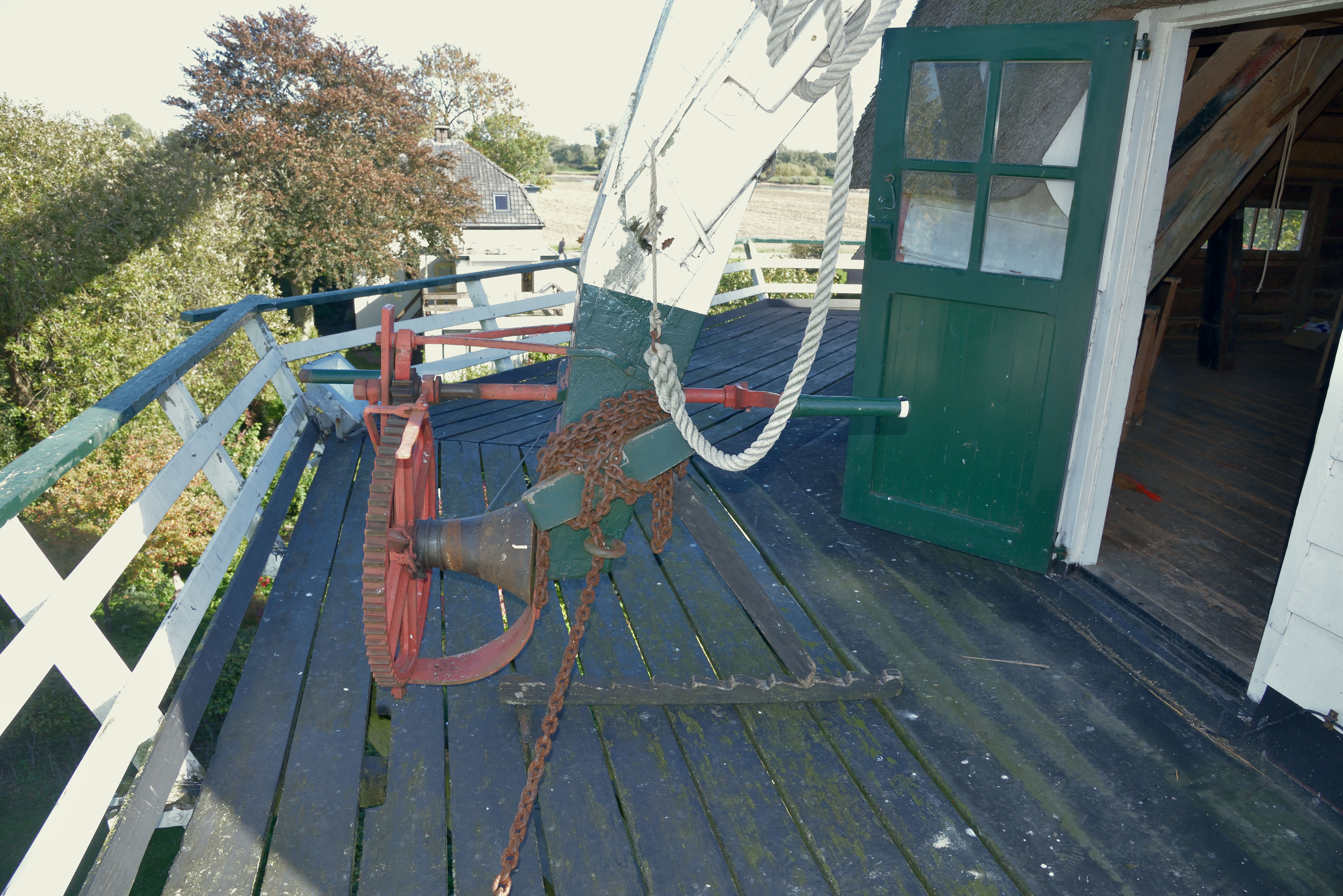
Kruilier
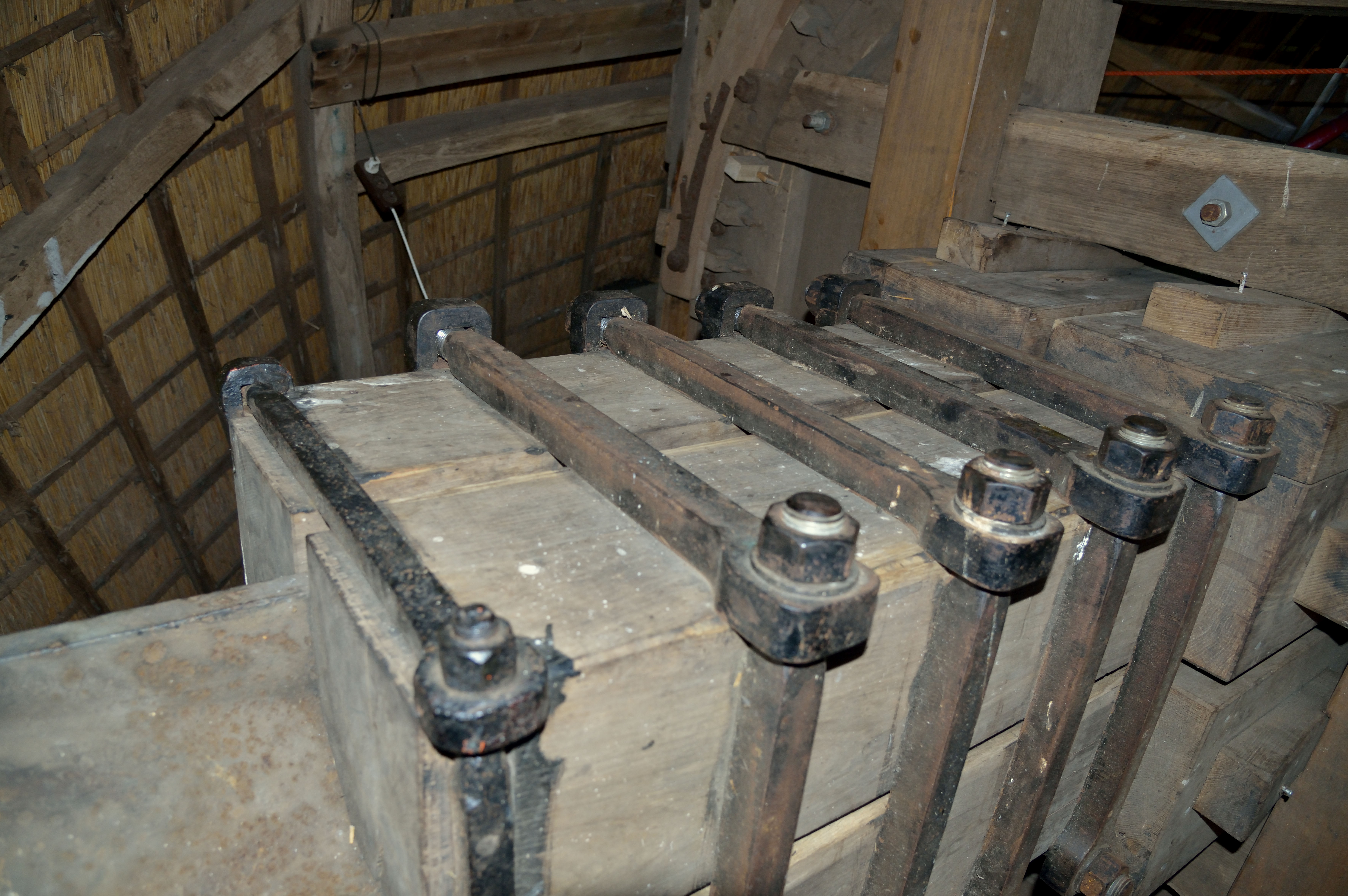
Ingepakte gebroken as
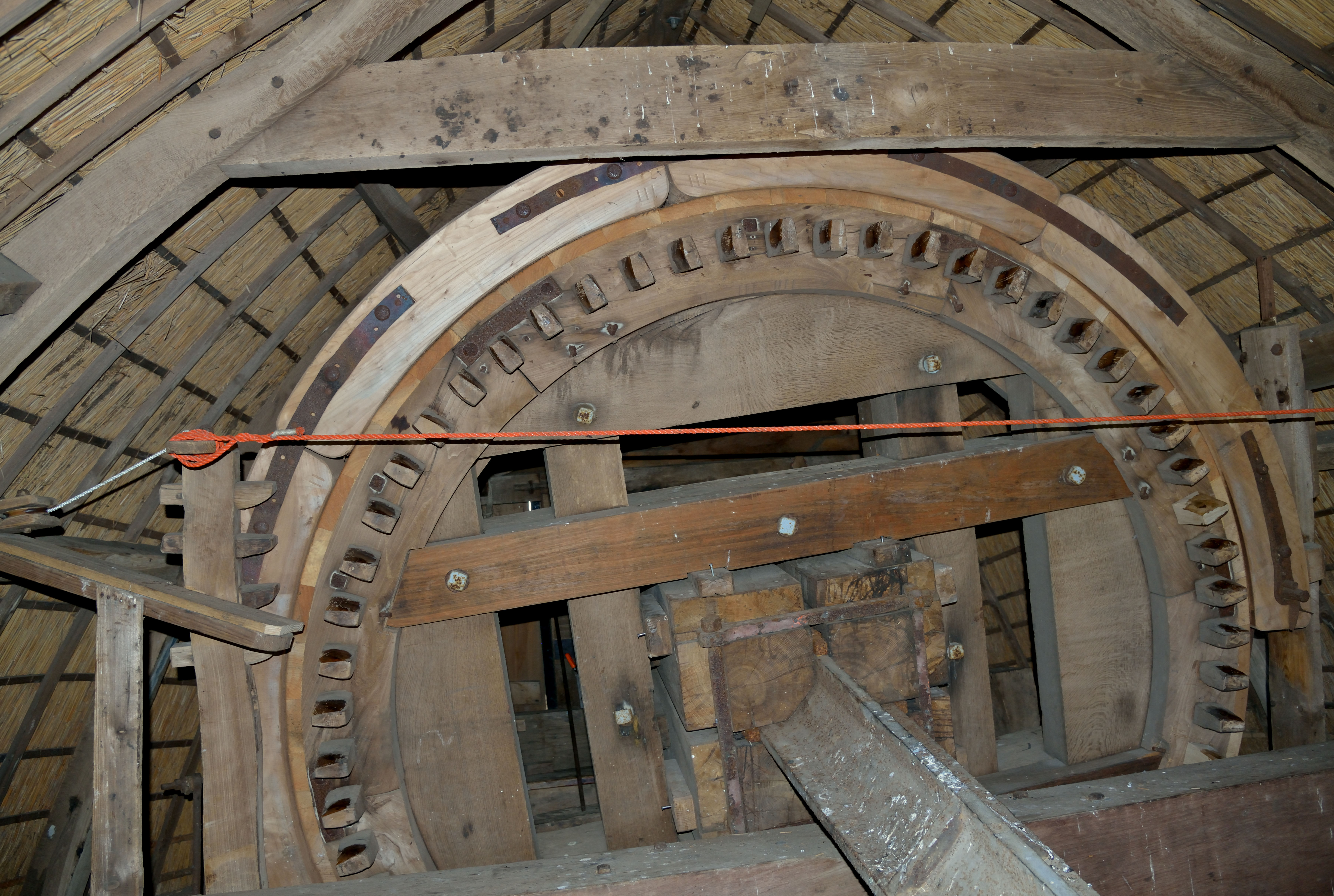
Bovenwiel
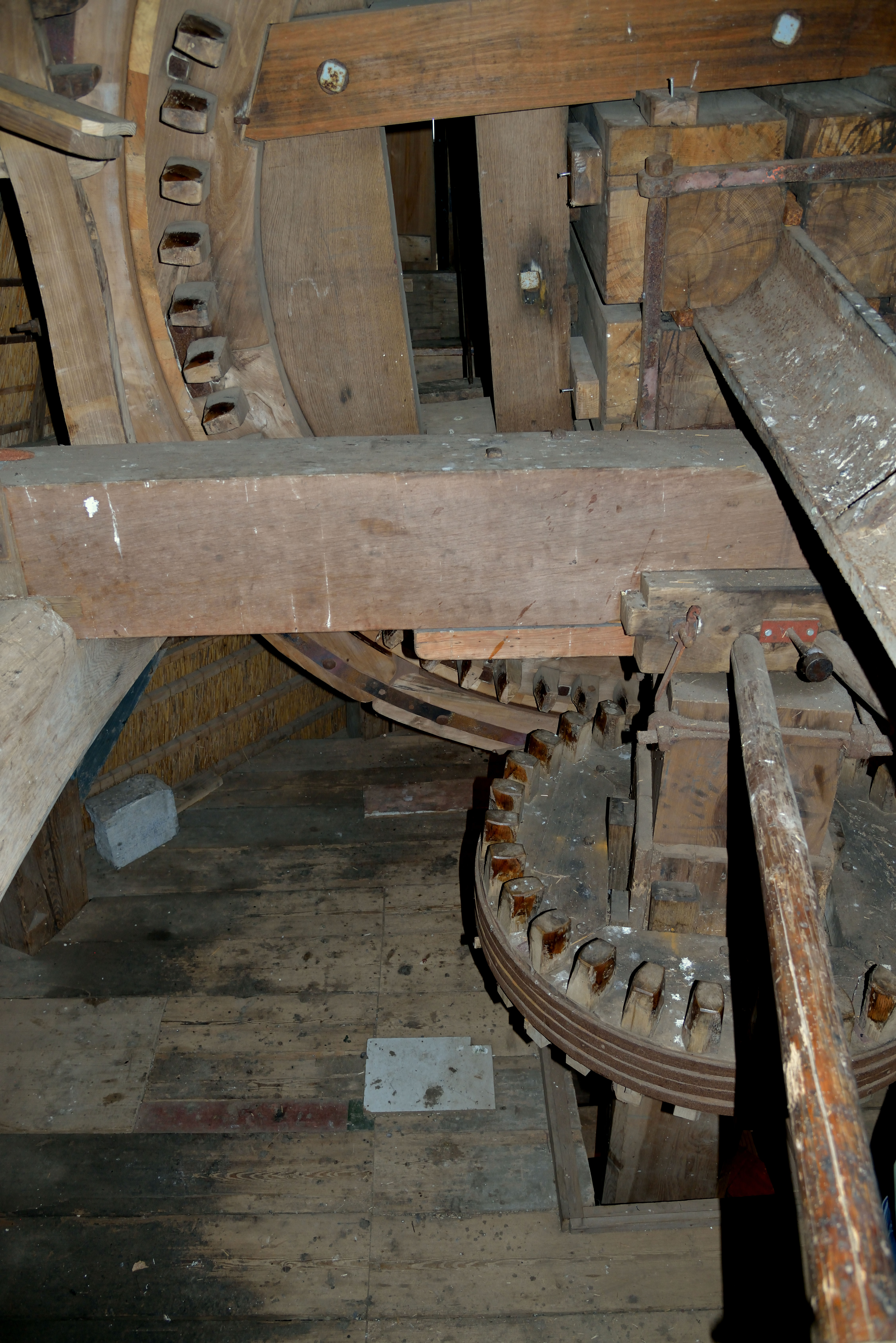
Bovenwiel met bonkelaar
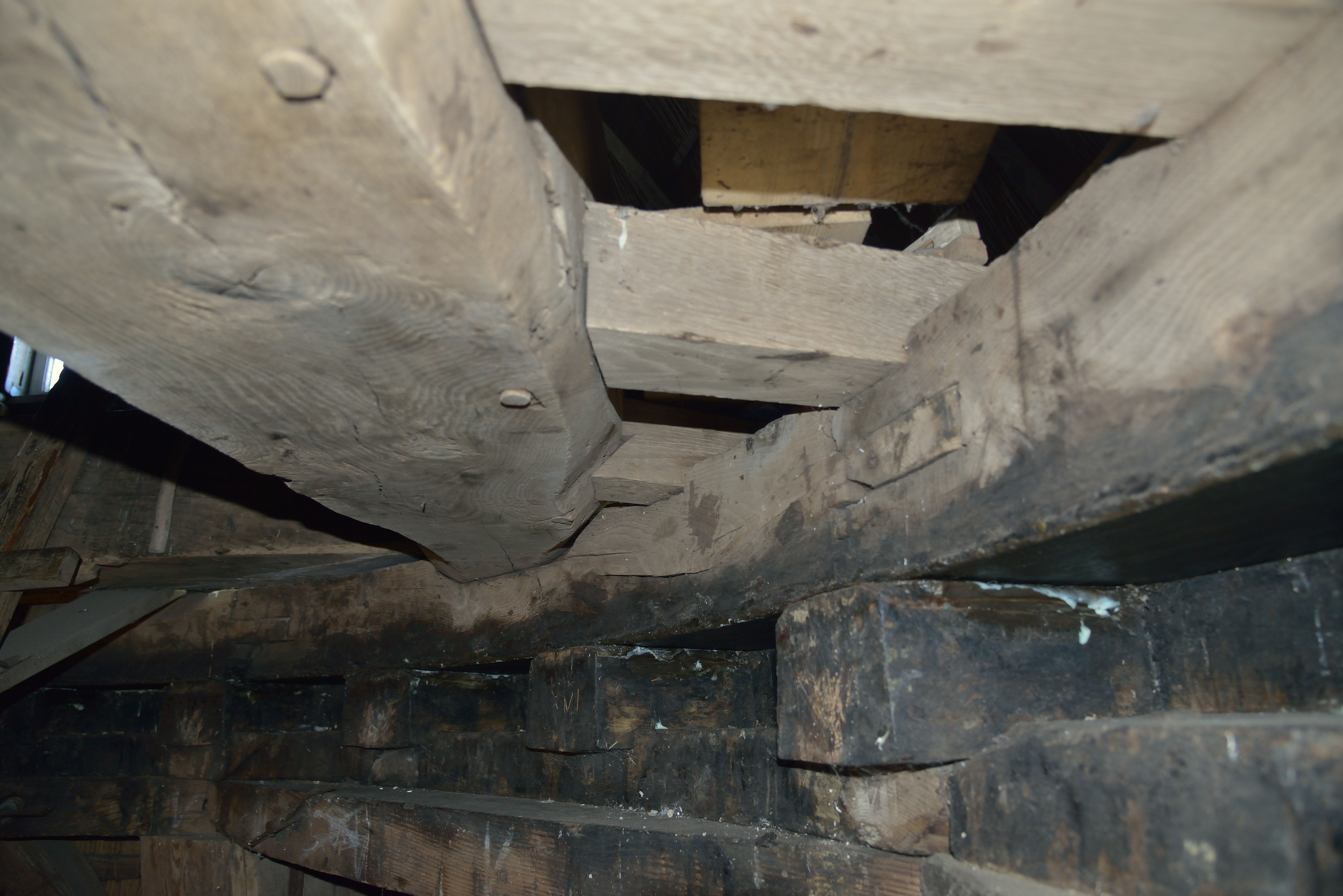
Kruineuten
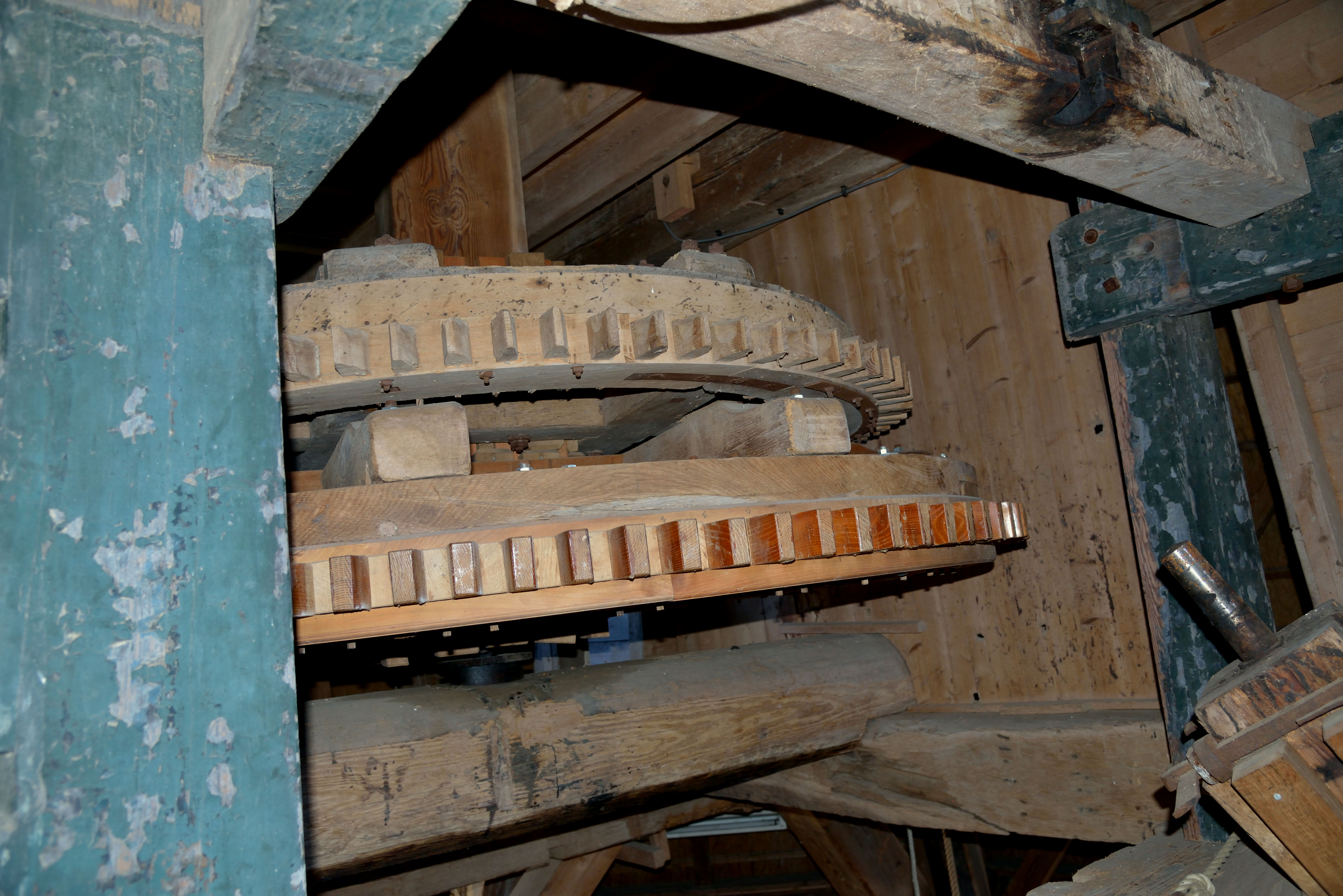
Spoorwiel en daarboven luiwiel van kammenluiwerk
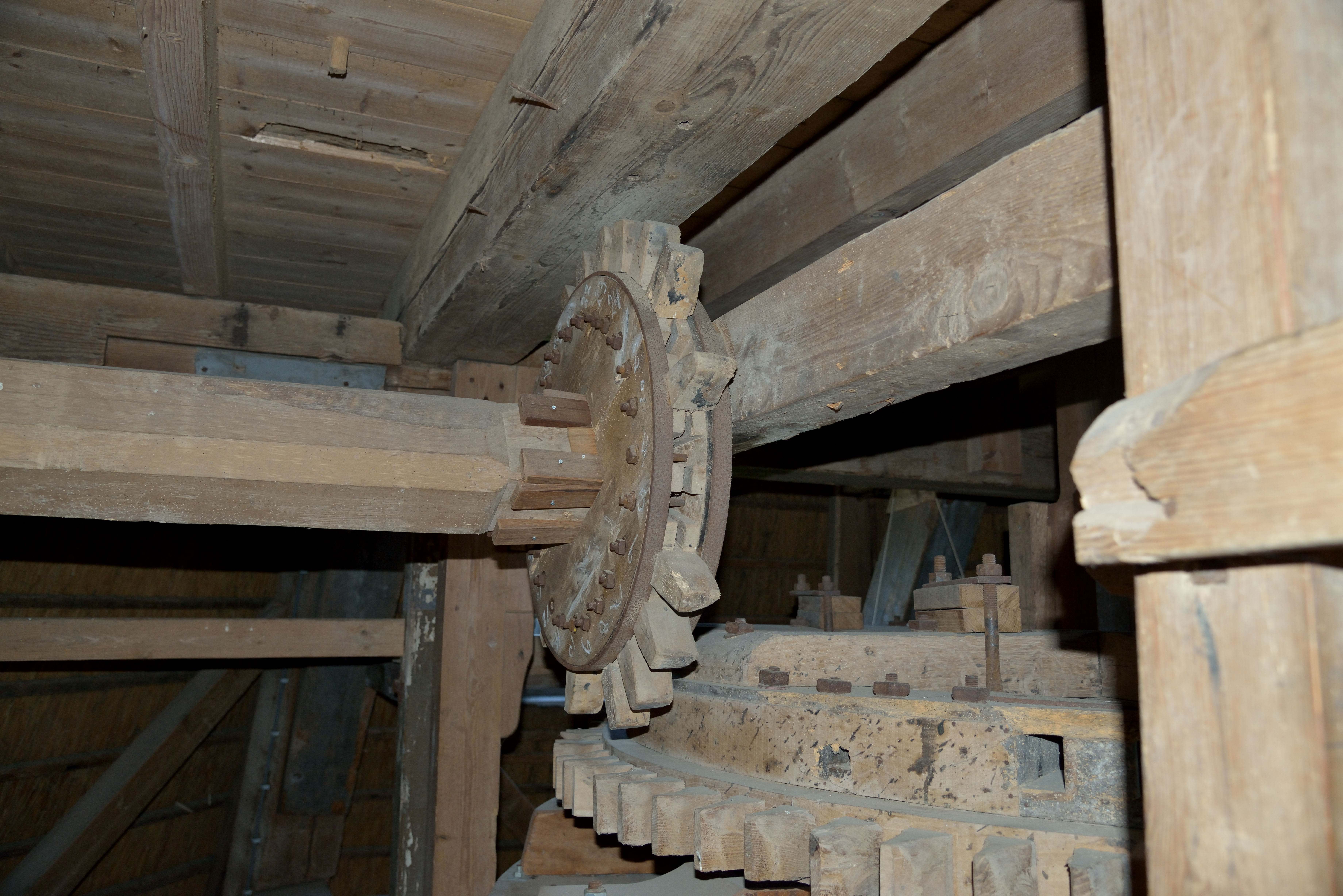
Kammenluiwerk met ontbrekende kammen
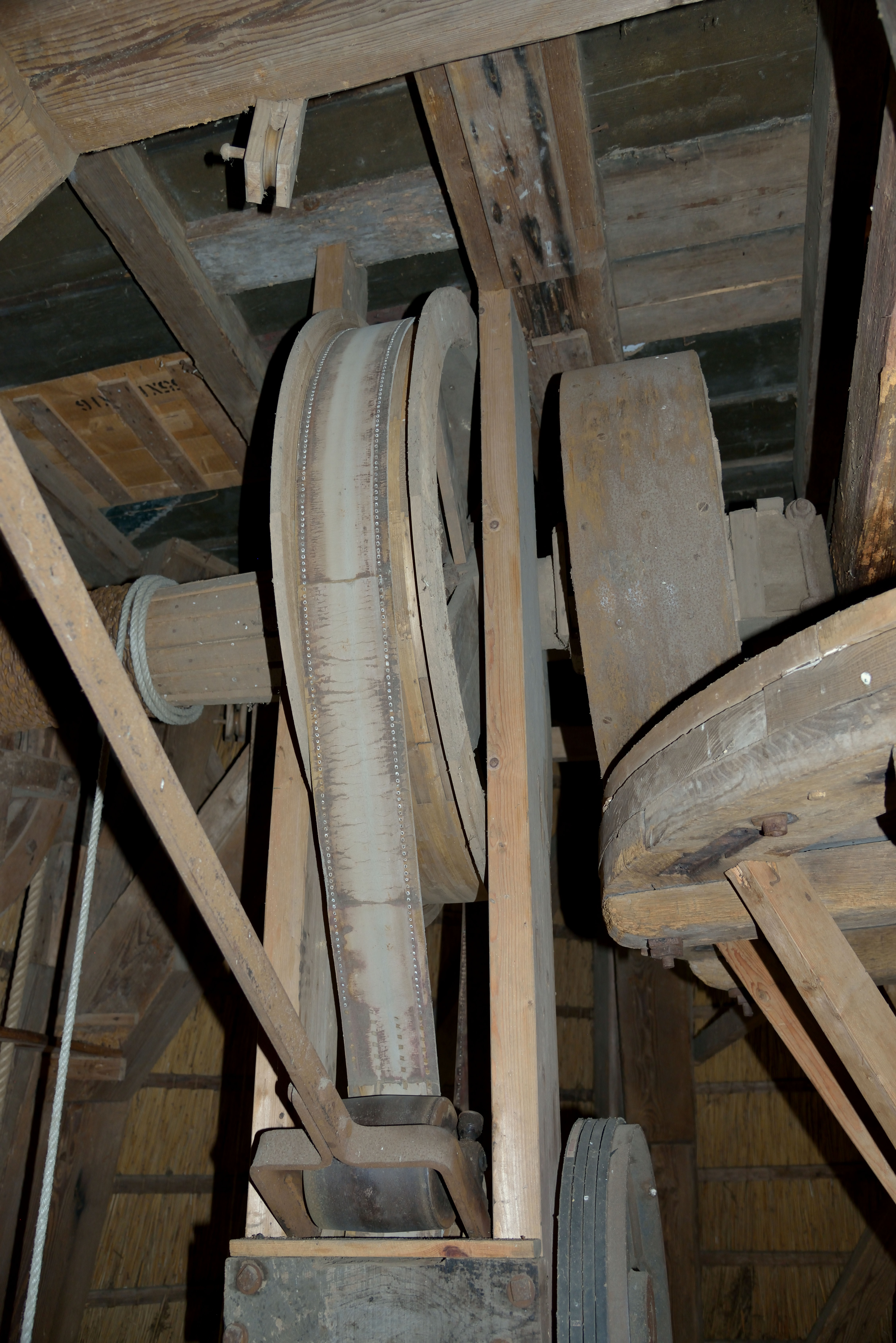
Sleepluiwerk
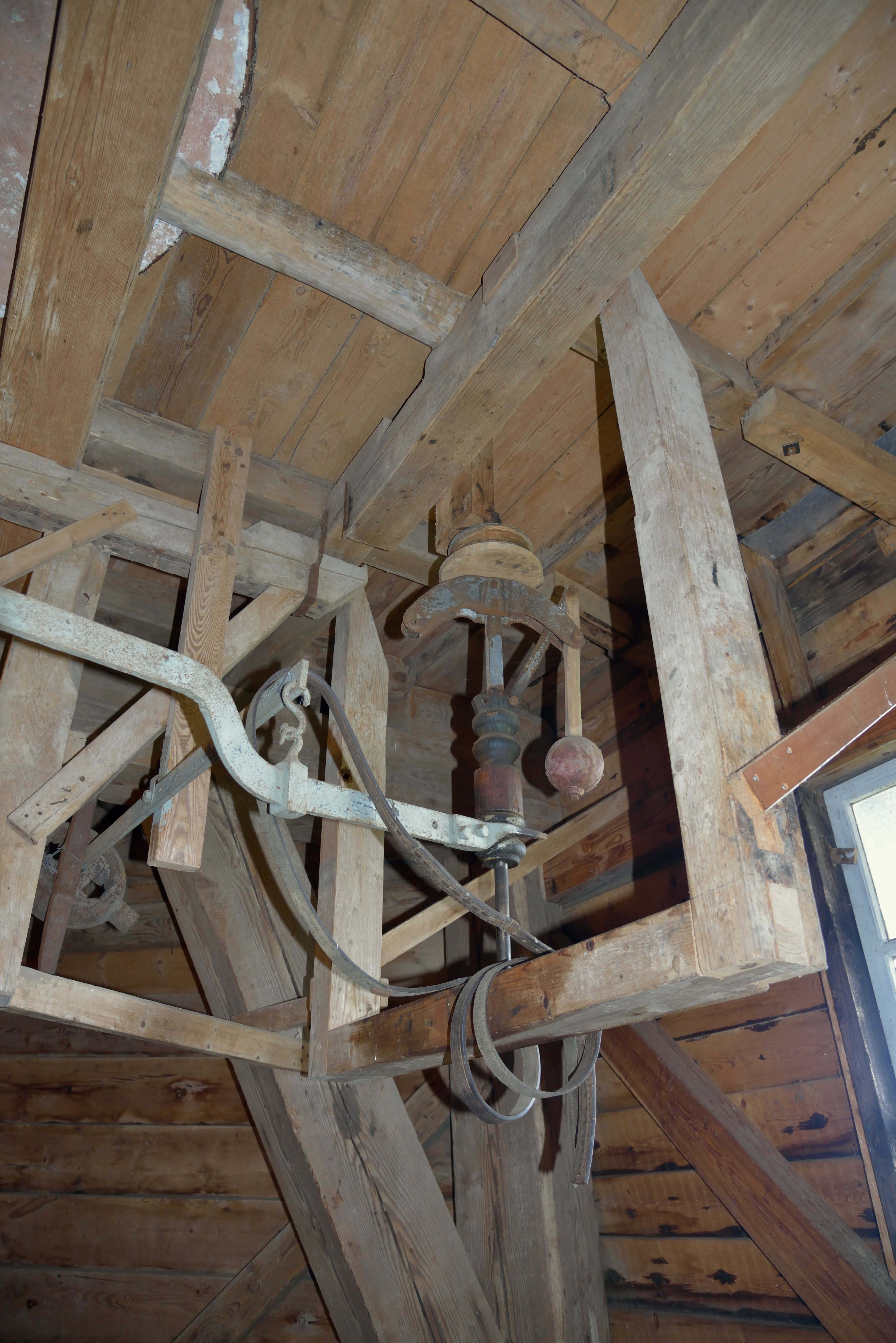
Regulateur
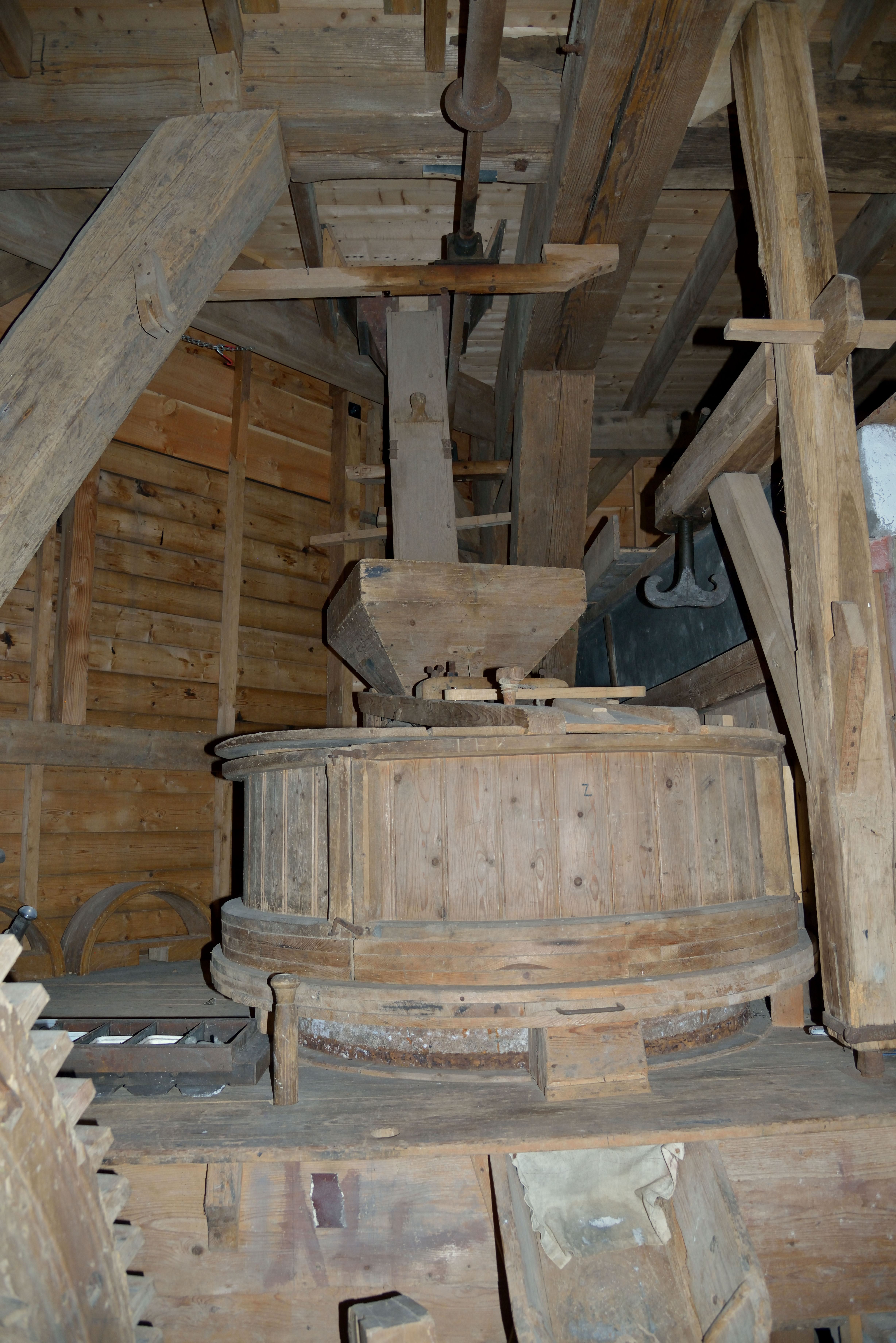
Door dieselmotor aangedreven maalstoel
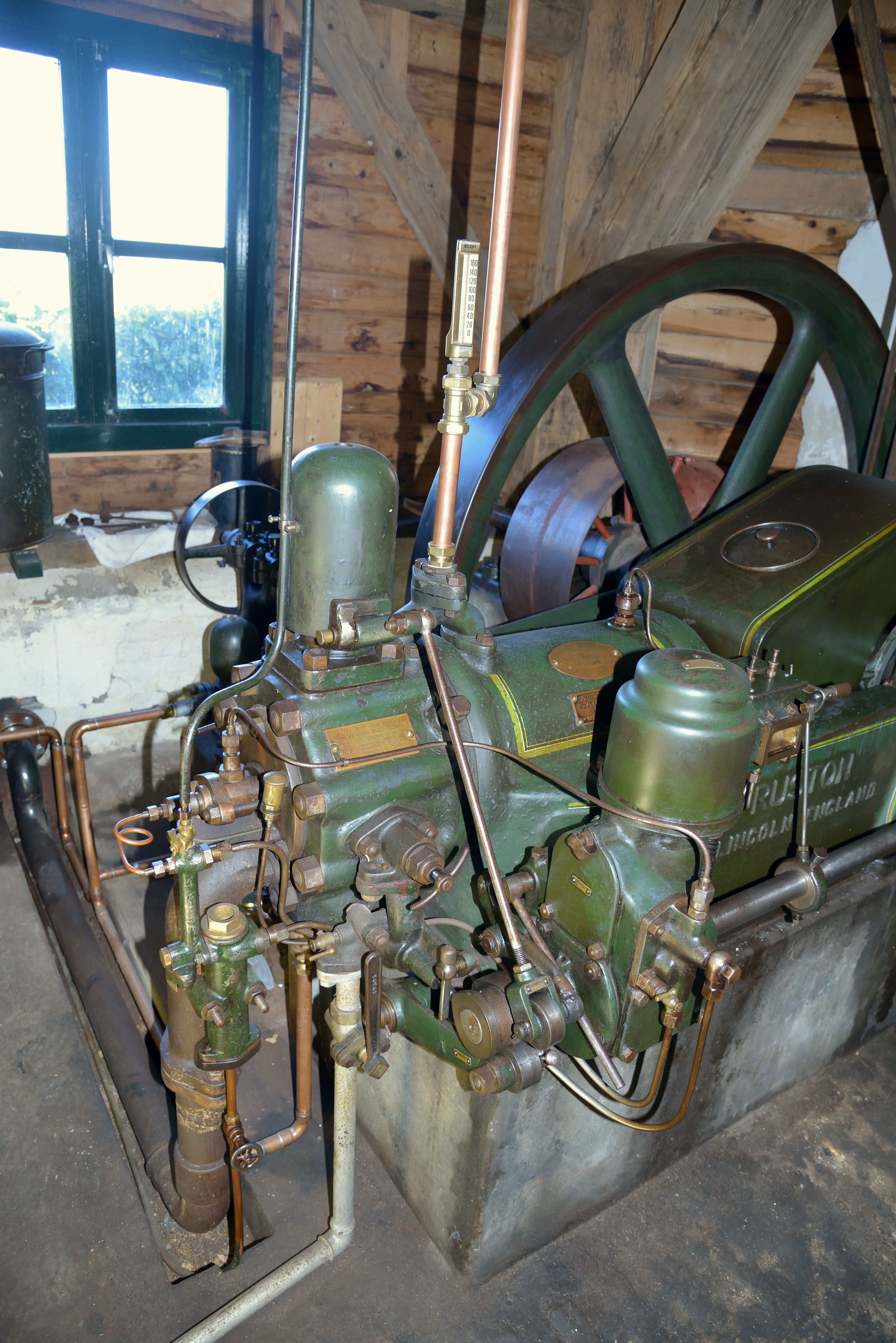
Dieselmotor